# 2,3-Diethoxybutan
2,3-Diethoxybutan, ein Derivat von Butylenglykol, kann als Chelatligand für Magnesium-Komplexe dienen.

## Stereoisomerie
Es existieren drei Stereoisomere des 2,3-Diethoxybutans. Eines davon ist die meso-Form und zwei sind zueinander spiegelbildlich, also Enantiomere:

(2R,3R)-2,3-Diethoxybutan
(2S,3S)-2,3-Diethoxybutan
meso-2,3-Diethoxybutan

## Darstellung
2,3-Diethoxybutan ist ein formales Kondensationsprodukt von zwei Molekülen des Diethylethers. Es kann radikalisch aus diesem synthetisiert werden, etwa mit dem Radikalbildner Ditertbutylperoxid. Dieser Syntheseweg wurde 1964 von Klaus Schwetlick et al. gezeigt. Nebenprodukte sind hauptsächlich Aceton und Ethan. Die möglichen, ablaufenden Reaktionen hierbei sind:
Der obige Syntheseweg wurde von Schwetlick et al. als Dehydrodimerisierung bezeichnet und kann auch bei anderen Edukten angewendet werden, etwa um Acetonylaceton aus Aceton zu erzeugen.